# Yohann Lasimant
Yohann Lasimant  est un footballeur français né le 4 septembre 1989 à Besançon. Il évoluait au poste de milieu offensif ou d'ailier.

## Parcours

### En club
Il commence son parcours de footballeur dans sa ville natale, d'abord au SC Clemenceau Besançon, puis dans le club-phare de la ville, le Besançon RC. En 2006 il est repéré par plusieurs clubs, et choisit d'intégrer le centre de formation du Stade rennais. Avec le Stade rennais, il est sacré champion de France des moins de 18 ans en 2007 puis remporte la Coupe Gambardella en 2008.
Après avoir été appelé plusieurs fois dans le groupe professionnel par Guy Lacombe, il joue son premier match de Ligue 1 le 30 mai 2009 contre l'Olympique de Marseille. Le 17 juin 2009, il signe son premier contrat professionnel d'un an avec le Stade rennais, mais est prêté dans la foulée en Ligue 2 au CS Sedan Ardennes. Il fait son entrée en jeu avec sa nouvelle équipe en Coupe de la Ligue, contre Caen, à la 85e minute en remplacement de Marcus Mokaké. Il inscrit son premier but sous ses nouvelles couleurs dans les prolongations, à la suite d'une passe de Samir Henaini. Sa saison est considérée comme décevante par l'entraîneur ardennais. 
Le 23 juillet 2010, après une période d'essai, il s'engage pour deux saisons en faveur du Grenoble Foot 38.
Le 16 juillet 2013 il rejoint Leyton Orient.

### En équipe nationale
À la suite de ses bonnes performances en club, Yohann est appelé pour la première fois sous le maillot bleu à l'occasion d'un tournoi de l'Équipe de France des moins de 19 ans aux Îles Canaries en février 2008. Il y joue trois rencontres. Le 25 mai 2009, il est sélectionné pour participer aux Jeux méditerranéens avec l'Équipe de France des moins de 20 ans.

## Statistiques
| Saison                | Club                     | Championnat           | Championnat | Championnat | Coupe nationale | Coupe nationale | Coupe de la Ligue | Coupe de la Ligue | Total | Total |     |    |
| Saison                | Club                     | Division              | M.          | B.          | M.              | B.              | M.                | B.                | M.    | B.    |     |    |
| 2008-2009             | Stade rennais FC         | Ligue 1               | 1           | 0           | -               | -               | -                 | -                 | -     | -     | 1   | 0  |
| 2009-2010             | CS Sedan Ardennes (prêt) | Ligue 2               | 18          | 0           | 2               | 0               | 3                 | 2                 | -     | -     | 23  | 2  |
| 2010-2011             | Grenoble Foot 38         | Ligue 2               | 33          | 2           | 1               | 0               | 1                 | 0                 | -     | -     | 35  | 2  |
| 2011-2012             | AEL Larissa              | Football League       | 9           | 0           | -               | -               | -                 | -                 | -     | -     | 9   | 0  |
| 2012-2013             | Egri FC                  | NB I                  | 6           | 1           | -               | -               | 1                 | 0                 | -     | -     | 7   | 1  |
| 2013-2014             | Leyton Orient            | League One            | 11          | 2           | 3               | 0               | 2                 | 0                 | 2     | 0     | 18  | 2  |
| 2014-2015             | Lokomotiv Sofia          | A PFG                 | -           | -           | -               | -               | -                 | -                 | -     | -     | 0   | 0  |
| 2014-2015             | Lokomotiv Plovdiv        | A PFG                 | 3+9         | 0+1         | 3               | 2               | -                 | -                 | -     | -     | 15  | 3  |
| 2015-2016             | Lokomotiv Plovdiv        | A PFG                 | 10          | 0           | 2               | 0               | -                 | -                 | -     | -     | 12  | 0  |
| 2016-2017             | Jura Sud Foot            | CFA                   | 18          | 10          | -               | -               | -                 | -                 | -     | -     | 18  | 10 |
| 2017-2018             | US Concarneau            | National              | 15          | 1           | 4               | 1               | -                 | -                 | -     | -     | 19  | 2  |
| Total sur la carrière | Total sur la carrière    | Total sur la carrière | 133         | 17          | 15              | 3               | 7                 | 2                 | 2     | 0     | 157 | 22 |

## Palmarès
- 2007 : Champion de France des moins de 18 ans.
- 2008 : Coupe Gambardella.